# پلکی (میشیگان)
پلکی (به انگلیسی: Pelkie) یک منطقهٔ مسکونی در ایالات متحده آمریکا است که در میشیگان واقع شده‌است. پلکی ۲۰۲ متر بالاتر از سطح دریا واقع شده‌است.